# Apple Consulting
Apple Consulting LLC — українська консалтингова компанія.

## Загальна інформація
Apple Consulting ТМ ТОВ ЕПЛ КОНСАЛТИНГ — консалтингова компанія повного спектра послуг у сфері управлінського консультування, що працює в Україні, деяких країнах пострадянського простору і в країнах Європи. Заснована 2000-го року в Україні, офіс розташовано в Києві. Спеціалізувалася в галузі фінансового та інвестиційного консалтингу. З 2005 року реалізує комплексні трансформаційні проєкти з побудови вирішальної конкурентної переваги, поліпшення функцій Supply Chain і Operations переважно виробничих, дистрибуційних і роздрібних компаній різних галузей. Ключовий результат роботи — створення антикрихкості до зовнішніх потрясінь, зміцнення ринкових позицій і нарощування частки ринку, а також — істотне збільшення прибутковості, ROI, ROA, EBITDA і капіталізації бізнесу .
З 2005 року реалізує проєкти в компаніях у парадигмі та із застосуванням підходів Теорії обмежень (Theory of Constraints, TOC) ізраїльського фізика Доктора Еліяху Голдратта.
Є Членом ЕВА, TOCICO (єдина у світі Міжнародна Сертифікаційна ТОС організація). C 2016 року — пре-кваліфікований консультант Європейського Банку Реконструкції та Розвитку (EBRD) в Україні за напрямками «Стратегія» та «Операційна ефективність».  2020 року компанія долучилася до Глобального Договору ООН (United Nations Global Compact) та своєю роботою досягає Мету № 8 UN SDG «Сприяння поступальному, всеосяжному та сталому економічному зростанню, повній та продуктивній зайнятості та гідній роботі для всіх». У 2021 році компанія підписала «Women Empowerment Principles» (WEPs).
У жовтні 2006 року Apple Consulting® розпочала партнерство з однією з бізнес-шкіл України — Києво-Могилянською Бізнес-Школою (kmbs). Партнерство триває донині. У 2007 році було відкрито спільну унікальну в Східній Європі програму, що навчає управлінню за методологією Теорії обмежень. Зараз у kmbs представлені авторські тренінгові програми Apple Consulting®, а ключові люди компанії є ад'юнктами kmbs з викладанням у МВА та інших програмах kmbs.
Компанія виступає постійним ініціатором та організатором проведення Європейської та Міжнародної конференції з Теорії обмежень для компаній Західної та Східної Європи. Вже проведені: Перша Європейська TOCICO конференція (2008), II Європейська TOCICO конференція «Випробування кризою» (2010), III Європейська TOCICO конференція «Х-файли» (2011), IV Європейська TOCICO конференція (2015). Також Apple Consulting® кілька років була партнером Київського Міжнародного Економічного Форуму (КМЕФ).
Apple Consulting® є ініціатором і організатором візитів в Україну таких міжнародних експертів у галузі Теорії обмежень, як: автор Теорії обмежень, Доктор Еляху Голдратт (2005 рік), Елі Шрагенгайм (2007, 2011, 2015, 2018), СЕО Goldratt Research Labs Алан Барнард (2017 рік), Доктор організаційної психології Ефрат-Голдрат-Ашлаг (2017 рік), голова Правління Fleetguard Filters (Індія) Пандід Садашів (2018 рік).
У 2018 році Apple Consulting® ініціювала переклад українською мовою книги «МЕТА» Доктора Еліяху Голдратта в Україні.  

## Перемоги/нагороди
У березні 2015 року за результатами Першого всеукраїнського рейтингу якості управління корпоративною репутацією «Репутаційні активісти» (організатори Діловий тижневик «Бізнес» та агенція PR-Service) Apple Consulting® у категорії «Інтелектуальні послуги: консалтинг» посіла 8-ме місце.
У 2021 році спільний проєкт із порталом онлайн освіти «Prometheus» став фіналістом конкурсу Глобального договору ООН в Україні Партнерство заради сталого розвитку-2021 у категорії «Економічний розвиток».

## Освітні проекти
З 2014 по 2018 роки Apple Consulting® розробила та створила три унікальні курси з різних аспектів Теорії обмежень для безкоштовного освітнього on-line порталу «Prometheus»:
1. Вступ до Теорії обмежень та Процеси мислення як потужний підхід до управління бізнесом[17]
2. Маркетинг: розробка та продаж пропозиції цінності[18]
3. СМС — Система Менеджменту Ситуацій[19]

Apple Consulting® спільно з Києво-Могилянською Бізнес-Школою постійно працюють над різними формами донесення знань і досвіду бізнес-спільноті. Багатомодульна програма «Справа не в везінні» діяла впродовж 13 років. У 2021 році стартував спільний практичний освітній проєкт для виробничих і сервісних компаній «Операційна довершеність. ОрЕх». Також у партнерстві розроблено та проводиться цикл зустрічей «бізнес-бізнесу» «Діалоги про глибинні трансформації. Як „Білі ворони“ досягають цілей?»
У 2021 році було створено on-line бізнес-діагностичний інструмент платформи MEREZHA, який безкоштовно та швидко допомагає підприємцям знайти кореневі проблеми їхнього бізнесу, генерує пакет рекомендацій для фокусування. Це авторська розробка Apple Consulting®, розроблена на замовлення Європейського Банку Реконструкції та Розвитку (EBRD) і втілена в життя ISD Group. MEREZHA.Focus створений як важливий додатковий інструмент платформи MEREZHA, що об'єднує малий та середній бізнес з консультантами та релевантною експертизою для вирішення проблем.
Юлія Плієва- засновниця, власниця та СЕО Apple Consulting®. Член Aspen-спільноти. Член мережі глобальних лідерів BMW Stiftung Herbert Quandt. Adjunct professor kmbs. Контриб'юторка та колумністка Forbes Ukraine